# Kling Klang
Kling Klang ist das bekannteste Lied der Rockmusikgruppe Keimzeit. Deren Frontlebewesen Norbert Leisegang schrieb es in den 1980er-Jahren. Der Schlager wurde erstmalig 1993 auf dem Album Bunte Scherben veröffentlicht.

## Beschreibung

### Inhalt
Das Lyrische Ich und Du sind mit einer lebendigen Leichtigkeit unterwegs. Unter anderem fotografiert dabei das Ich das Du, wobei es aber auch scheitert. Beide gehen „Kling Klang […] die Straßen entlang.“ Als Reiseziele werden England und Feuerland genannt. Im hinteren Teil des Refrains wird auch an die Heimkehr „im Wiener-Walzer-Schritt“ gedacht.

### Form
Das Lied ist einfach und eingängig gestaltet: Paarreime, Viervierteltakt, mittleres Tempo sowie Songstruktur mit zwei Strophen, Refrain und Bridge. Charakteristisch ist das Glockenspiel im Refrain. Aus insgesamt drei Akkorden sind Strophe (G–a–F–G) und Refrain (a–G–a–G) zusammengesetzt. Lediglich in der ersten Hälfte der Bridge („Bloß von hier weg …“) wird das harmonische Spektrum auf einen halben Quintenzirkel erweitert (g7–C7–F7maj–F7maj–f7–B7–Es7maj–D7 oder vereinfacht: B–C–F–F–f–B–Es–D). Mit den Signalwörtern „zurück“ und „nach Hause“ kehren auch die Harmonien wieder zu den drei anfänglichen Akkorden heim.

## Geschichte

### Entstehung
Das Lied entstand, als Norbert Leisegang Mitte oder Ende der 1980er-Jahre nach Bulgarien trampte:

„Ich war ein Reiseheini und habe unterwegs gedacht, wie wäre es, wenn ich dann eben auch mal nach Feuerland in Südamerika reisen könnte. Das ging damals nicht. Aber ich habe nicht viel dabei gedacht. Ich meine, der Refrain ist: ‚Kling Klang (…) die Straßen entlang.‘ Einfacher geht es nicht, ne? Beinahe infantil.“

Ralf Bostelmann-Böhme produzierte das dritte Keimzeit-Album Bunte Scherben. Dabei erkundigte er sich bei der Band nach einem weiteren Song, die bis dahin die Liedauswahl als komplett angesehen hatte. Leisegang: „Der Titel klang uns zu schlageresk, zu kommerziell und wir spielten ihn ohne Begeisterung ein.“ Die Bandmitglieder waren mit der abgemischten Version sehr unzufrieden. So spielten sie eine zweite Version in einem anderen Studio beim Element-of-Crime-Produzenten David Young ein. Diese wurde zusätzlich auf dem Album veröffentlicht. Bekannt wurde aber die Version von Bostelmann-Böhme. Die Erstproduzierte wurde mit zwei weiteren Liedern des Albums als Single „Kling Klang“ ausgekoppelt.

### Nach der Erstveröffentlichung
Kling Klang wurde zum Mainstream-Hit, der auch ein jüngeres, neueres Publikum ansprach:

„Mitte der neunziger Jahre hatte man mit ‚Kling Klang‘ einen klassischen Keimzeit-Song in den Charts und Diskotheken, der die typische Schwingung der Band ideal ausdrückte, mit wohl überlegter Naivität, ein bisschen verrückt, mit Liebe für den besonderen Moment.“

„Zum einen lief ‚Kling Klang‘ auf Diskotheken und Partys, zum anderen betrachteten eingefleischte Keimzeit Fans ihn als Verrat. Selten, dass man es allen recht macht. Diese Erkenntnis kam mir zu dieser Zeit.“

Die Fixierung auf das Stück seitens der neuen Fans führte dazu, dass die Band es zwischenzeitlich nicht spielte. Später entspannte sich das Verhältnis von Interpret und Kunstwerk:

„Noch vor sieben Jahren [um 1998] hatte ich geglaubt, dass ‚Kling Klang‘ ein kleiner hässlicher Schlager ist. Meine Meinung dazu hat sich jedoch gewandelt. Natürlich denke ich immer noch, dass es ein Schlager ist, der einen gewissen Zauber innehat und eine ganze Menge Schönes bewirkt. Insofern bin ich jetzt auch stolz darauf.“

Das Lied wurde auf vielen Keimzeit-Kompilationsalben veröffentlicht sowie vielfältig gecovert und bearbeitet, zum Beispiel von Heino. Weiterhin fand es Eingang in die Serie Berlin, Berlin und als „Deutscher Partyknaller“ in das Karaoke-Spiel Lips. Das Feiern und Tanzen zu Kling Klang ist kulturell in Ostdeutschland sehr verbreitet, darüber hinaus kaum.

## Veröffentlichungen

### Keimzeit
- Bunte Scherben (1993), mit zwei Versionen
- Kling Klang (1993), Single
- Nachtvorstellung (1996), live
- Das Beste bis jetzt (2002)
- Das Weihnachtsfest der Rockmusik (2003), Split-Album mit City
- Mensch Meier (2006), live
- Zusammen (2014), live mit dem Deutschen Filmorchester Babelsberg
- Die größten Hits (2015)
- Land in Sicht (2016), mit 2010 produzierter Version
- Von Singapur nach Feuerland (2022)

### Andere Interpreten
- Six: Six Appeal (2001)
- Puhdys: Undercover (2003), Medley
- muSix: Heute wie neu (2008)
- Heino: Mit freundlichen Grüßen (2013)
- Jay Del Alma: ¿cómo estás? – Best of Deutsche Hits im Latin Style – Vol. 2 (2013), Cling Clang feat. Keimzeit
- Psycho-Chor der Friedrich-Schiller-Universität Jena: Takt|los! (2015), Arr.: Christoph J. Hiller
- Stereoact feat. Uncle B.: Tanzansage (2016), zwei Versionen
- Pretty Pink feat. Chapeau Claque: Kling Klang (2016), Single mit vier Versionen
- Die Zipfelbuben: Tanz Tanz Tanz (2018)
- HBz & Adwegno (2020), Bounce Remix